# سیارک ۷۶۲۹
سیارک ۷۶۲۹ (به انگلیسی: 7629 Foros، نامگذاری:1977QK1) هفت هزار و ششصد و بیست و نهمین سیارک کشف شده‌است که در ۱۹ اوت ۱۹۷۷ کشف شد.
قدر مطلق سیارک برابر ۱۴٫۰۰ است.